# إيفان غونتشاروف
إيفان ألكسندروفيتش غونتشاروف أو غونكاروف (بالروسية: Ива́н Алекса́ндрович Гончаро́в) هو روائي وكاتب روسي عاش في القرن التاسع عشر. اشتهر بسبب رواياته الثلاث: «قصة عادية» (1847)، «حلم أوبلاموف» (1859)، «الهاوية» (1869).

## سيرته
ولِدَ إيفان ألكسندروفيتش غونتشاروف في عام 1812 في مدينة أوليانوفسك، التي كانت تسمَّى حينها سيمبيرسك، في أسرة تاجر ميسور الحال، وكمكافأة لخدمة الأب العسكريَّة رُفِعت رتبة العائلة إلى النبالة. تُوفِّي أبو غونتشاروف عندما كان في سنِّ السابعة، فنشأ تحت رعاية أمِّه وصديق والده المقرَّب. تلقَّى غونتشاروف تعليمه في مدرسة خاصة، ثُمَّ في كلية موسكو التجاريَّة، وأخيراً في جامعة موسكو الحكوميَّة، حيث كان يدرس هناك في نفس الفترة فيساريون بلنسكي وميخائيل ليرمنتوف غير أنَّه لم يختلط معهما. بعد تخرُّجه من الجامعة عمل غونتشاروف لفترة بسيطة في مكتب عمدة سيمبيرسك، قبل أن ينتقل إلى مدينة سانت بطرسبورغ لبقيَّة حياته، وهناك عمل مترجماً للحكومة ومعلِّماً خصوصياً، وفي هذه الفترة بدأ في نشر أعماله الأدبيَّة. اشتهر غونتشاروف بفضل سلسلة روائية ثلاثيَّة تبدأ برواية «قصة عادية» التي نُشِرَت في عام 1847، ثُمَّ «حلم أوبلاموف» المنشورة في 1859، وأخيراً رواية «الهاوية» التي نُشِرت في 1869. إضافةً إلى التأليف اضطلع غونتشاروف في النقد الأدبي والمسرحي، وقبيل مماته كتب مذكرات أسماها «قصة غير عادية»، نُشِرَت بعد وفاته في عام 1924، وفيها يتهم خصومه وخاصةً إيفان تورغينيف بسرقة أعماله ومنعه من تحقيق الشهرة. تُوفِّي إيفان غونتشاروف في عام 1891 في مدينة سانت بطرسبورغ.
امتدح غونتشاروف كثيرٌ من الأدباء الروس، منهم فيودور دوستويفسكي الذي اعتبره كاتباً ذا مكانة عالية، وكذلك أنطون تشيخوف الذي قال أنَّه أرفع مكانةً منه بعشر درجات.

## أعماله
- «قصة عادية» (1847، Обыкнове́нная исто́рия، Obyknovennaya istorya، رواية).
- رواية أوبلاموف (1859، Обломов).
- «الهاوية» (1869، Обрыв، Obryv، رواية).
- «قصة غير عادية» (1924، Необыкнове́нная исто́рия، Neobyknovennaya istoriya، مذكرات أدبية).

## روابط خارجية
- إيفان غونتشاروف على موقع IMDb (الإنجليزية)
- إيفان غونتشاروف على موقع الموسوعة البريطانية (الإنجليزية)
- إيفان غونتشاروف على موقع ميوزك برينز (الإنجليزية)
- إيفان غونتشاروف على موقع إن إن دي بي (الإنجليزية)